# ウニヴェルズム・ボックス・プロモーション
ウニヴェルズム・ボックス・プロモーション（独: Universum Box-Promotion, ）は、ドイツのボクシングプロモーション会社。ハンブルクに拠点を置いた。ドイツで最大のボクシングプロモーション会社だったがテレビ局の放送打ち切りから経営が悪化し選手へのファイトマネー未払い等でライバルプロモーターのザウアーランド・イベントに経営権を譲渡する形で2012年に崩壊した。2019年に再興した。

## 設立
1984年、クラウス・ピーター・コールがハンブルクに設立。同年2月24日、スポッザーレで設立興行を開催するが興行的に失敗。
その後は設立興行の失敗の影響を受け3年もの間イベントを開催できず苦戦を強いられた。

### 3年振りの開催、国内・地域王座興行
1987年2月27日、3年振りに興行を開催。ドイツ王座のダブルタイトルマッチをメインイベントにしての開催で成功を収め、土曜日の定期的な興行開催に繋がった。
その後は定期興行でドイツ王座のタイトルマッチを軸にした興行を開催し、1989年6月29日に初めてEBUヨーロッパタイトルマッチを開催。興行を支えたのはラルフ・ロッシジャーニ、グラシアノ・ロッシジャーニのロッシジャーニ兄弟だった。

### ミハルチェフスキの登場
1991年9月16日、後にウニヴェルズム・ボックス・プロモーションの屋台柱になるダリユシュ・ミハルチェフスキがデビュー。
ミハルチェフスキに話題が集まる中、アクセル・シュルツとマルクス・ボットもデビューし、盛り上がりを見せた。
1992年11月7日、ミハルチェフスキのみの興行を開催。1試合だけの興行が話題を集め成功した。
1993年2月13日、マルクス・ボットがウニヴェルズム契約選手として初めて世界王座（WBO世界クルーザー級王座）を獲得した。
1993年5月22日、ミハルチェフスキがIBFインターコンチネンタルライトヘビー級王座決定戦で王座を獲得。ボットの王座陥落で落ち気味になりそうだったが、ミハルチェフスキの成長で持ち直しの兆しをみせる。

### 常設会場のオープン、世界挑戦連発の快進撃序章
1993年12月19日、ウニヴェルズム・ジムが念願のオープン。ジムで若手選手を軸にした興行を開催、常設会場（通常は所属選手が練習するジム）になっていった。
1994年2月5日、グラシアノ・ロッシジャーニがWBO世界クルーザー級王者クリス・ユーバンクに挑戦。初黒星を喫した。
1994年7月23日、アルツール・グレゴリアンが本格的に台頭。
1994年11月3日、ダニエル・ヒメネスにヘラルド・ゲイリーが挑戦。全階級の世界戦で当時の最短KOとなる初回17秒KO負けという衝撃的な試合になった。

### ミハルチェフスキ念願の戴冠、全盛期
1994年9月10日、ミハルチェフスキがWBO世界ライトヘビー級王者で安定王者と言われたリーオンザー・バーバーを破り、王座獲得に成功した。ミハルチェフスキの戴冠で設立10周年でようやく快進撃が始まった。
ミハルチェフスキの快進撃に加え、グレゴリアンのインターコンチネンタル王座獲得とファン・カルロス・ゴメスがデビュー。全盛期に向けた基盤が徐々に出来上がる。
1996年4月13日、アントニオ・リベラを破りグレゴリアンがWBO世界ライト級王座を獲得。ライト級で伝説を作るスタート地点になった。
所属選手の世界王座戴冠でトッププロモーターに上り詰めた。

### 全盛期後、崩壊へ
2003年にミハルチェフスキが陥落。伝説の終焉と共にウニヴェルズムに崩壊の足音が聞こえ始めるが、2002年にZDF（第2ドイツテレビ）と放映権契約を結び毎週土曜日に定期ファイトを放映し復活していった。
2002年からZDFで8年間続いた中継番組内では18人のプロボクサーが世界王座を獲得し、すでに世界王者だった5人が防衛戦を行った。ZDFとの契約期間中に全112興行を行い、中継番組の平均占拠率は25.17パーセントで平均視聴者数は460万人だった。主な試合の占拠率では、2005年9月のレイモン・ブリュースター戦が43.4パーセント（8,014,000人）、2007年11月のレギーナ・ハルミッヒ戦が44.3パーセント（9,583,000人）などを記録している。
しかし、ZDFとの契約は2010年7月31日のセバスチャン・ズビク戦を最後に更新されずに打ち切られ、年間2,000万ユーロ（約23億円）の放映権料を失ったことで経営が傾き、2011年9月24日のイベントを最後に活動を停止。2012年11月に破産の申し立てをするに至った。ウニヴェルズムは2009年頃には年間12興行で約2,200万ユーロ（1興行当たり約180万ユーロ）の収益を上げたが、破産時にはゾルト・エルデイやセバスチャン・ズビクのファイトマネーをはじめとする150万ユーロの不払いがあった。ウニヴェルズムの屋台柱だったウラジミール・クリチコ、ビタリ・クリチコはK2プロモーションズ、フェリックス・シュトルムはシュトルム・ボクシングを設立するなど所属選手の多くがウニヴェルズムを離れていき、その後ドイツで2番目のプロモーターだったザウアーランド・イベントに経営を譲渡し、ウニヴェルズムは崩壊した。

### 再興
2019年に元プロボクサーで現役時代にザウアーラント・イベントに所属していたイスマエル・オーエゼンがアルツール・グレゴリアンやファン・カルロス・ゴメスに加えて、ダリユシュ・ミハルチェフスキと言った元所属選手も協力してウニヴェルズムを再興させ地道な努力を重ねて興行を再開させるとZDFとの放送再開に漕ぎ付けた。2021年10月に元ゴールデンボーイ・プロモーションズCEOリチャード・シェーファーが設立したプロベラムと提携を結んだ。

## 主な契約選手
- マリオ・ベイト
- ダリユシュ・ミハルチェフスキ
- ビタリ・クリチコ
- ウラジミール・クリチコ
- ビタリ・タイベルト
- アクセル・シュルツ
- マルクス・ボット
- ゲンナジー・ゴロフキン
- ゾルト・エルデイ
- ジャック・クルカイ
- ニコライ・ワルーエフ
- ラキム・チャキエフ
- エドゥアルド・トロヤノフスキー
- ルスラン・チャガエフ
- マルコス・マイダナ
- ファン・カルロス・ゴメス
- イシュトヴァン・コバチ
- スティーピ・ダービシュ
- レジーナ・ハルミッヒ
- マルクス・ボット
- アンドレアス・コテルニク
- デニス・インキン
- アルツール・グレゴリアン
- アルマンド・クラインク
- デイジー・ラング
- カロリーナ・ウカシク
- ラルフ・ロッシジャーニ
- ミハエル・ロエベ
- トーマス・ウルリッチ
- バート・シェンク
- コーリー・サンダース
- ジュリア・サヒン
- フェリックス・シュトルム
- アレシア・グラフ
- スージー・ケンティキアン
- セルゲイ・ジンジラク
- エスター・スクホルテン
- ユルゲン・ブリーマー
- セバスチャン・ズビク
- フィラット・アルスラン
- カロリー・バルザイ
- デニス・ボイゾウ
- イナ・メンツァー
- ディミトリ・サーティソン